# Clase Canarias
La Clase Canarias fue una serie de dos cruceros pesados de la Marina de Guerra española. Diseñados por el ingeniero inglés Sir Philip Watts, se inspiraban en la clase County británica, aunque modificados respecto a la versión británica. 

## Diseño
Los cruceros clase "Canarias" eran buques que se ajustaban a las condiciones impuestas por el Tratado Naval de Washington de 1922, que limitaba el desplazamiento de los cruceros pesados a 10 000 t y su armamento a cañones de 203 mm, botados sus dos componentes el 28 de mayo de 1931 y 20 de abril de 1932, respectivamente, en los Astilleros de la Sociedad Española de Construcciones Navales (una especie de subsidiaria de la Vickers & Elswick, que empleaba personal español) del Ferrol. Los cañones procedían de la Fábrica de San Carlos, en San Fernando, y las torres de La Naval de Reinosa. Tenían dos torres a proa y dos a popa.
Ordenada su construcción durante el Gobierno del general Miguel Primo de Rivera, pero su construcción se vio considerablemente retrasada tras la proclamación de la Segunda República en 1931 y finalmente no entraron en servicio hasta la guerra civil, estando aún inconclusos.

## Historial

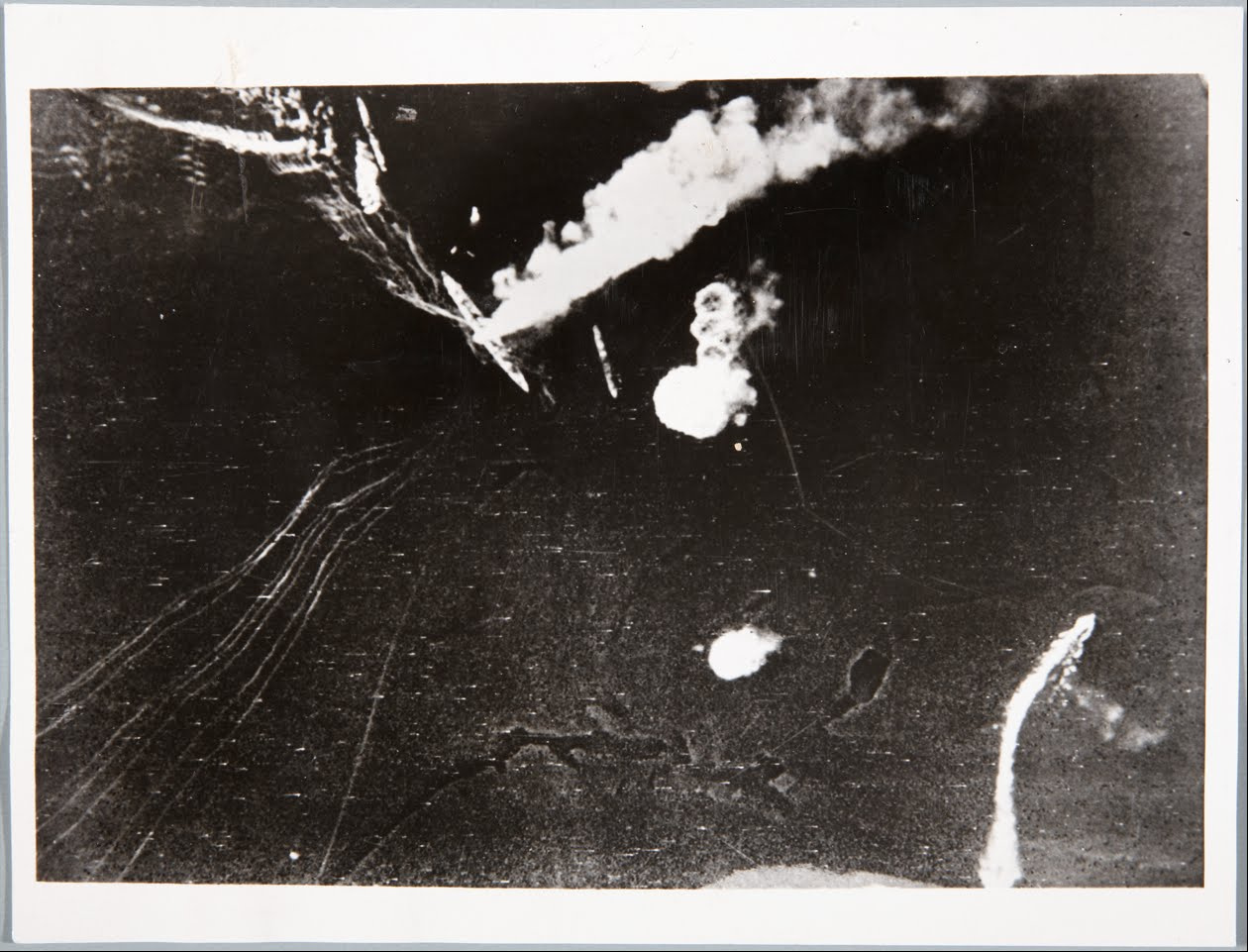
Fotografía aérea del Baleares tomada el día del combate del cabo de Palos.

El Canarias fue el primero que entró en servicio, puesto en activo por el Bando sublevado poco después del comienzo de la Guerra civil. Unos meses después le siguió el Baleares. Tras la puesta en servicio de ambos buques, los sublevados lograron hacerse con el control de los mares frente a la impotencia de la Armada republicana. El Baleares no sobrevivió la guerra civil al ser hundido en marzo de 1938 durante la Batalla del cabo de Palos, alcanzado probablemente por un torpedo procedente del destructor republicano Lepanto.
El Canarias sufrió múltiples modificaciones para seguir en servicio, manteniéndose en servicio hasta 1975 y siendo durante toda su vida útil el buque insignia de la Armada Española.
Eran buques de escaso blindaje aunque tenían gran potencial de fuego y una gran velocidad. Fueron los artífices de la superioridad en el mar, en calidad, que no en cantidad, de la armada de los sublevados durante la guerra civil.

### Buques de ClaseCanarias
| Nombre   | Numeral | Astillero   | Alta                    | Baja                    | Causa                                   | Imagen |
| -------- | ------- | ----------- | ----------------------- | ----------------------- | --------------------------------------- | ------ |
| Canarias | C-21    | SECN-Ferrol | 6 de septiembre de 1936 | 17 de diciembre de 1975 | Desguazado en 1977                      |        |
| Baleares | --      | SECN-Ferrol | 28 de diciembre de 1936 | 6 de marzo de 1938      | Hundido en el combate del cabo de Palos |        |